# Sefter
Sefter war ein deutsches Volumenmaß und entsprach dem Vierling anderer Regionen und galt in Marburg.
- 1 Sefter = 6,4865 Liter

Die Maßkette war
- 1 Malter = 4 Mötten = 16 Mesten = 64 Sefter/Vierling = 256 Mäßchen
- 1 Meste = 4 Vierling
- 1 Mötte = 5232 Pariser Kubikzoll = 103,784 Liter